# Scytodes atlacamani
Scytodes atlacamani là một loài nhện trong họ Scytodidae.
Loài này thuộc chi Scytodes. Scytodes atlacamani được miêu tả năm 2007 bởi Rheims, Antonio D. Brescovit & Durán-Barrón.